# 공유재산법

공유재산법을 적용하는 미국의 주

공유재산법(公有財産法, 영어: community property, community of property)은 미국의 법률로, 이혼시 재산을 분할하는 법이다. 캘리포니아는 부부공유재산법을 시행하는 8개의 주 중의 하나로서 남편과 아내가 결혼에 동등하게 기여한다는 생각에 기반하고 있다. 캘리포니아는 가주에 거주하는 동안, 적법한 결혼 중에 벌어들인 수입이나 그 수입으로 취득한 재산은 부부가 각각 50%의 권리가 있는 부부공유재산으로 본다. 부부공유재산은 이혼으로 재산을 나누거나 사망으로 재산이 분배되기 전에는 나눌 수 없으며 부인이나 남편 혼자 다른 배우자 동의 없이 재산권을 행사할 수 없는 소유형태이다. 부인과 남편은 한 공동체라는 개념 하에 일방이 취득한 재산뿐만이 아니라 수입을 만들기 위한 노동과 노력, 시간 또한 부부공유재산인 것이다. 법원은 재산을 취득자금을 추적하여 공유인지 특유인지를 판단하며 재산의 형태는 상관이 없다.
이혼 후 공유재산은 법령이나 공공복리에 저촉되지 않는 내에서 같은 종류로 동등하게 분할된다.
남편과 아내를 한 개인으로 취급해 결혼 중에 취득한 모든 것의 소유권을 절반씩 나누는 것이다. 따라서 평등 배분 규정(Equal Division Rule)을 적용해 이혼할 때는 집 등 공유재산 전체를 ‘이혼 전에 합법적인 합의서를 작성했을 때 등의 예외적인 경우를 제외하곤’ 부부 사이에 균등하게 나뉜다. 이것은 집을 비롯한 부동산은 물론 모든 취득물, 수입, 채무에 적용된다.

## 공유재산 인지 여부(캘리포니아주)

### 영업권
결혼중 한 배우자가 일을 하면서 형성한 명성이나 영업권 등은 공유재산으로 추정된다.

### 교육 훈련
법학전문대학원 학위나 의학전문대학원 학위 등은 공유재산이 아니나 형평법상 공유재산으로 학비를 충당하였고 그로 인해 소득이 상승하였다면 이혼시 공유재산이 소비된 만큼 환급을 요구할 수 있다. 다만 부부가 학위 취득으로 인해 상당한 부분의 이익을 향유하였고, 10년 이상이 지났거나 학위 취득 배우자가 소득상승으로 인해 다른 배우자에게 경제적으로 보조를 받을 필요가 줄어 들었다면 환급액이 조정될 수 있다.
부부공유재산은 지난 10년이내에 지불되면 배우자의 교육비를 상환받을 수 있다.

### 장애 보상금
결혼중에 장애를 입어 재해보상금이나 연금을 지급받은 경우 공유재산으로 본다.

### 연금
연금수급을 위한 근로기간이 결혼중이였다면 연금도 공유재산으로 본다. 만약 결혼전부터 근무를 하였다면 전체기간중 결혼기간의 비율만큼의 연금이 공유재산이 된다. 퇴직금은 결혼중에서 지급받을 경우 공유재산이 되고 결혼전이나 이혼후에는 개별재산이 된다. 한국의 경우 공무원 퇴직연금도 재산분할 대상이 된다는 대법원 판례가 군인연금에 확대 적용되어 장래에 지급받을 군인연금도 이혼시 배우자에게 나눠줘야 한다는 대법원 판결이 있다

### 주식매수청구권
수식매수청구권은 청구권의 원인이 되는 근무기간이 결혼기간에 포함되는 비율만큼 공유재산이 된다.

## 공유재산 분할법
이혼시 부부가 소유한 공유재산의 각각 절반에 대한 권리를 가지는데 분할이 불가능한 빌딩이나 회사경영권 등의 경우 예외를 둔다.

## 사망의 경우
한 배우자가 죽기전에 공유재산에서 자신의 몫(50%)를 유증할 수 있다. 한 배우자의 사망후 다른 배우자 몫의 공유재산은 개별재산이 된다.

## 분류
- 페레라식
- 반캠프식

## 참고 문헌
1. ↑  대법,“군인연금도 재산분할 대상” 중앙일보 2015.03.31

- 부부공유재산제 community property, 夫婦公有財産制 법률 브리태니커